# Championnat des îles Caïmans de football 2001-2002
Navigation
Saison précédente Saison suivante
La saison 2001-2002 du Championnat des îles Caïmans de football est la vingt-troisième édition de la première division aux Îles Caïmans, nommée CIFA National Premier League. L'ensemble des clubs caïmanais participe à la compétition, à la suite de la fusion des deux divisions nationales. Par conséquent, il n'y a ni promotion, ni relégation en fin de saison.
La compétition se déroule en deux phases :
- lors de la phase de poules, les clubs sont répartis en deux groupes, où chaque équipe rencontre deux fois les formations de son groupe et une seule fois celles de l'autre groupe.
- la phase finale, jouée sous forme de matchs à élimination directe, est disputée par les deux premiers de chaque groupe, avec demi-finales et finale, aller et retour.

C'est le club de George Town SC qui remporte la compétition cette saison après avoir battu Future SC lors de la finale nationale. Il s’agit du troisième titre de champion des îles Caïmans de l'histoire du club, qui réalise même le doublé en s'imposant en finale de la Coupe des îles Caïmans face à Scholars International.

## Qualifications continentales
Le champion des îles Caïmans se qualifie pour la CFU Club Championship 2002.

## Les clubs participants
- Scholars International
- Naya FC
- Latinos FC - Promu de Division One
- Academy SC
- North Side FC - Promu de Division One
- Western Union FC
- George Town SC
- East End United - Promu de Division One
- Roma FC - Promu de Division One
- Bodden Town FC
- FC International
- Sunset FC
- Future SC - Promu de Division One

## Compétition
Le barème de points servant à établir le classement se décompose ainsi :
- Victoire : 3 points
- Match nul : 1 point
- Défaite : 0 point

### Classement

#### Phase de groupes
| Rang | Équipe                   | Pts | J  | G  | N | P  | Bp | Bc | Diff |
| ---- | ------------------------ | --- | -- | -- | - | -- | -- | -- | ---- |
| 1    | Scholars InternationalT  | 36  | 16 | 11 | 3 | 2  | 48 | 20 | +28  |
| 2    | Bodden Town FC           | 27  | 16 | 8  | 3 | 5  | 38 | 28 | +10  |
| 3    | Latinos FCP              | 23  | 16 | 6  | 5 | 5  | 31 | 33 | -2   |
| 4    | Naya FC                  | 18  | 16 | 5  | 3 | 8  | 25 | 32 | -7   |
| 5    | FC International         | 16  | 16 | 4  | 4 | 8  | 16 | 33 | -17  |
| 6    | North Side FCP           | 15  | 16 | 3  | 6 | 7  | 24 | 26 | -2   |
| 7    | East End UnitedP forfait | 1   | 15 | 0  | 1 | 14 | 13 | 96 | -83  |

| Rang | Équipe          | Pts | J  | G  | N | P  | Bp | Bc | Diff |
| ---- | --------------- | --- | -- | -- | - | -- | -- | -- | ---- |
| 1    | George Town SCC | 45  | 16 | 15 | 0 | 1  | 66 | 13 | +53  |
| 2    | Future SCP      | 31  | 16 | 10 | 1 | 5  | 35 | 33 | +2   |
| 3    | Sunset FC       | 30  | 16 | 9  | 3 | 4  | 35 | 18 | +17  |
| 4    | Western Union   | 20  | 16 | 5  | 5 | 6  | 27 | 24 | +3   |
| 5    | Academy SC      | 5   | 16 | 1  | 2 | 13 | 18 | 70 | -52  |
| 6    | Roma FCP        | 3   | 16 | 0  | 3 | 13 | 18 | 51 | -33  |

|  | Qualification pour la phase finale                                                       |
|  | Abandon du championnat en cours de saison                                                |
|  | T : Tenant du titre C : Vainqueur de la Coupe des îles Caïmans P : Promu de Division One |

#### Phase finale
|  | Demi-finales           | Demi-finales           | Demi-finales       | Demi-finales       |                |                | Finale        | Finale        | Finale        | Finale        |
|  |                        |                        |                    |                    |                |                |               |               |               |               |
|  | 6 et 14 avril 2002     | 6 et 14 avril 2002     | 6 et 14 avril 2002 | 6 et 14 avril 2002 |                |                | 21 avril 2002 | 21 avril 2002 | 21 avril 2002 | 21 avril 2002 |
|  | Bodden Town FC         | Bodden Town FC         | 3                  | 1                  |                |                | 21 avril 2002 | 21 avril 2002 | 21 avril 2002 | 21 avril 2002 |
|  | Bodden Town FC         | Bodden Town FC         | 3                  | 1                  |                |                | 21 avril 2002 | 21 avril 2002 | 21 avril 2002 | 21 avril 2002 |
|  | George Town SC         | George Town SC         | 3                  | 3                  |                |                | 21 avril 2002 | 21 avril 2002 | 21 avril 2002 | 21 avril 2002 |
|  | George Town SC         | George Town SC         | 3                  | 3                  | George Town SC | George Town SC | 2             | 2             |               |               |
|  | 7, 13 et 17 avril 2002 |                        |                    |                    | George Town SC | George Town SC | 2             | 2             |               |               |
|  |                        |                        | Future SC          | Future SC          | 1              | 1              |               |               |               |               |
|  | Future SC              | Future SC              | Future SC          | Future SC          | 1              | 1              | 0             | 2 [2]         |               |               |
|  | Future SC              | Future SC              |                    |                    |                |                |               | 2 [2]         |               |               |
|  | Scholars International | Scholars International | 2                  | 0 [0]              |                |                |               |               |               |               |
|  | Scholars International | Scholars International | 2                  | 0 [0]              |                |                |               |               |               |               |

## Bilan de la saison
| Championnat des îles Caïmans de football 2001-2002 |                           |
| Champion                                           | George Town SC (3e titre) |
| Coupes et trophées                                 |                           |
| Vainqueur de la Coupe des îles Caïmans 2001-2002   | George Town SC            |
| Qualifications continentales                       |                           |
| CFU Club Championship 2002                         | George Town SC            |
| Promotions et relégations                          |                           |
| Promus en CIFA National Premier League             | Aucun                     |
| Relégués en Division One                           | Aucun                     |